# Fernando Lalana Josa
Fernando Lalana Josa   (Saragossa, 1958) és un autor de literatura infantil i juvenil aragonès, guardonat amb diversos premis de l'àmbit, incloent els Premi Nacional de literatura infantil i juvenil de les Lletres Espanyoles, Vaixell de Vapor i Gran Angular. Acumula més de cent títols dirigits a diverses edats, la majoria d'ells amb tocs de misteri i aventura.

## Alguns títols destacats
- Morirás en Chafarinas
- El Secreto de la arboleda
- Amnesia
- El castell d'Aniràs i no Tornaràs
- Enigma L'A.N.E.L.L.